# チーター (CHEATER)
「チーター (CHEATER)」は、1985年1月5日にリリースされた八神純子の19枚目のシングル。メジャー・デビュー以来長年在籍したディスコメイトレコードの事業終了により、アルファ・ムーンへ移籍して初のシングルとなった。

## 概要
アルバム『COMMUNICATION』からの先行シングル。表題曲のタイトル「チーター」は、英語のスラングで ″浮気者″ を表す。この曲はTBS系金曜ドラマ「許せない結婚」の挿入歌に使用された。
B面の「ジョハナスバーグ (Jhonasburg)」は、人種差別の愚かさを歌った楽曲。南アフリカ共和国の首都ヨハネスブルグの英語読みであり、当時のアパルトヘイトを題材としている。八神は、サビのバッキングボーカル（コーラス）はそれまで絶対に歌えなかったタイプのリズムだが、この曲を歌ったことで自分には無かったリズムが備わったと話している。
3枚目のシングル「思い出は美しすぎて」以降、シングルはオリコンチャートにランクインし続けていたが、本作を最後に一旦途切れることとなる。再びランクインしたシングルは2012年に発売された「さくら証書」である。

## 収録曲
1. チーター (CHEATER)［3分40秒］
作詞・作曲：八神純子／編曲：矢島賢
2. ジョハナスバーグ (Jhonasburg)［5分11秒］
作詞・作曲：八神純子／編曲：大村雅朗

## リリース日一覧
| 地域 | リリース日   | レーベル         | 規格       | カタログ番号 | 備考   |
| ---- | ------------ | ---------------- | ---------- | ------------ | ------ |
| 日本 | 1985年1月5日 | アルファ・ムーン | シングル盤 | MOON-717     | STEREO |

## タイアップ
| 曲順 | 曲名               | タイアップ                            | 備考 |
| ---- | ------------------ | ------------------------------------- | ---- |
| A1   | チーター (CHEATER) | TBS系金曜ドラマ「許せない結婚」挿入歌 |      |